# Anna Brikciusová
Anna Brikciusová (* Praha) je česká violoncellistka. Narodila se v rodině s kulturním zázemím. Hře na violoncello se začala věnovat již v dětství. Po studiích na konzervatoři v Praze u prof. Jaroslava Kulhana a prof. Viktora Moučky absolvovala ve violoncellové třídě pod vedením prof. Vladana Kočího konzultace u prof. Stanislava Apolína.

## Život
Aktivně se účastnila mnoha violoncellových interpretačních kurzů. Mezinárodní mistrovské kurzy francouzsko-české akademie, mistrovské kurzy v Jihlavě, violoncellové mezinárodní interpretační kurzy. Vystupovala v České republice, Bosně a Hercegovině, Německu, Švédsku a Velké Británii. Hraje na violoncello zhotovené mistrem Benjaminem Patočkou roku 1913. Spolu se svým bratrem Františkem Brikciem se stala zakládající členkou violoncellového dua "Duo Brikcius". Oba společně vystoupili v rámci projektu "Duo Brikcius - 2 Cellos Tour" jak v České republice, tak i v zahraničí (Alžírsko, Bosna a Hercegovina, Německo, Polsko, Švédsko, Turecko, Velká Británie).

## Dílo
- Eutanazie, Nakladatelství H&H, 2015
- Kolibří úsměv, Nakladatelství Protimluv, 2017
- Do bouře, Nakladatelství Bor, 2020
- Kropení svěcenou vodou, Nakladatelství Bor, 2021
- Čas vypršel, Nakladatelství Bor, 2022
- V uších celý oceán, Nakladatelství Bor, 2024